# Toni Dameris
Toni Dameris (* 11. Juli 1909 in Köln; † nach 1976) war ein deutscher Schauspieler.

## Leben und Wirken
Der gebürtige Kölner erhielt Ende der 1920er Jahre Schauspielunterricht bei Richard Assmann und Paul Hellwig. Sein Bühnendebüt gab Dameris 1930 in Konstanz. Anschließend (bis 1945) folgten Verpflichtungen an Spielstätten in Köln, Greifswald Krefeld und Bochum. Nach dem Krieg ging Dameris für viele Jahre an die Städtischen Bühnen von Heidelberg.
Der Rheinländer hat an sehr vielen Hörspielen (darunter die Science-Fiction-Hörspiele … von solchem Stoff, aus dem die Träume sind, 1970, Rückkehr zur Erde, 1974, und Die Hysteresis-Schleife, 1976) teilgenommen und stand 1955 stand erstmals vor der Kamera. In den Jahren 1965 bis 1972 wirkte er außerdem in einer größeren Reihe von Fernsehspielen mit und spielte dort mehrfach großväterliche Charaktere.

## Filmografie
- 1955: Undine
- 1965: Die Komödie vom Reineke Fuchs
- 1966: Die zwei Herren aus Verona
- 1966: Der gute Mensch von Sezuan
- 1967: Die Bettleroper
- 1968: Bel Ami
- 1968: Die Benachrichtigung
- 1969: Vom Teufel geholt
- 1969: Al Capone im deutschen Wald
- 1972: Die Erbschaft